# 羅銅壁
羅銅壁（1927年2月15日—2019年5月13日），南投埔里人，台灣化學家，中央研究院院士。

## 生平
台中州立第一中學校、台北帝國大學預科、國立臺灣大學化學系畢業。師承野副鐵男先生。歷任台大化學系助教、講師、副教授、教授。曾公費到美國進修生物化學3次，1960年得日本仙台東北大學理學博士學位。1972年應時任錢思亮院長邀，在中央研究院開辦生物化學研究所，為首任所長，任期6年。
曾任台大生化所所長8年（以理學院院長兼任2年），理學院院長6年，教務長6年。1986年當選中央研究院院士。1994年應李遠哲院長邀請，以台大教授兼中央研究院代理副院長，1995年8月1日從台大退休生效的同時，真除中央研究院副院長，1997年卸任。2016年1月，中央研究院近代史研究所出版他的口述歷史----台灣蛋白質化學研究的先行者，羅銅壁院士一生回顧。

## 著作
《從帝大到臺大》，國立臺灣大學，2003年，台北市。

## 外部連結
- 國立臺灣大學日式宿舍─羅銅壁寓所—文化部文化資產局 （页面存档备份，存于）